# Thanjavur
Thanjavur (tamil: தஞ்சாவூர், tañcāvūr) er en by og et distrikt i den indiske delstat Tamil Nadu. Distriktets indbyggertal var ca. 2.200.000 i 2001. Byen har også været kaldt Tanjore.
Byen Thanjavur blev kendt under Cholaherskerne i 800- til 1100-tallet. Det var en storhedstid for Thanjavurområdet, og der blev da bygget mange hinduiske templer og – hvad der nu er – kulturelle mindesmærker.
Det overleverede fra Cholaherskerne inden for skulptur, maleri og træarbejde anses at være udført med stor dygtighed. Man kan også nævne danseformen "bharathanatyam", ligesom den litteratur der blev skrevet i denne periode. I Tamil Nadu er det almindeligt at anse Thanjavur under Cholaepoken for den tamilske kulturs vugge.
Tanjore var et distrikt i Britisk Indien, præsidentskabet Madras og omfattede en del af delstaten Karnataka: floden Kaveris frugtbare deltaland, et af de tættest befolkede områder i Indien, kaldet "det sydlige Indiens have". Arealet var omkring 9.500 km². med ca. 2.000.000 indbyggere (1880), de fleste var hinduer, som talte tamil. Tanjore havde mange templer af høj alder og stor arkitektur. De første protestantiske missioner blev anlagt her.